# 浅倉カンナ
浅倉 カンナ（あさくら カンナ、1997年10月12日 - ）は、日本の女性元総合格闘家。千葉県柏市出身、THE BLACKBELT JAPAN所属。RIZIN WGP 女子スーパーアトム級トーナメント 2017優勝。

## 来歴
父の影響で幼いころからレスリングを始め、小学校高学年から『東京ゴールドキッズ』に所属。『クリッパン国際大会38kg級』（13歳）で優勝するなど国際大会の経験も持つ。
高校に進学するも1年で高校とレスリングを辞め、別の高校に入り直し、次に何をしていいか分からず悩んでいた時期に、シュートボクシングのRENAの試合を見て憧れ、格闘家になることを決意。自身のやってきたレスリングを活かせる総合格闘技を選んだ。
2014年10月4日、17歳で総合格闘家としてプロデビュー戦を行い、VTJ 6thでNACHIと対戦し、3-0の判定勝ち。試合後、「自分自身が1試合にかける想いと、勝った時の嬉しさがレスリングの時とはまるで違った」と話した。その後、修斗、パンクラス、DEEP JEWELSのリングで『女子高生ファイター』の異名を取り活躍。

### RIZIN
2016年12月29日、19歳でRIZINデビュー。RIZIN.3でアリーシャ・ガルシアと対戦。徐々に劣勢となり、最終ラウンドにテイクダウンを奪って反撃するも、ポイントを奪い返すまでには至らず、0-3の判定負け。
2017年3月、プロ総合格闘技の活動に集中していたことで2度留年していた高校を卒業。
2017年4月16日、RIZIN.5でアレクサンドラ・トンシェバと対戦し、3R判定勝ち。
2017年8月26日、DEEP JEWELS 17で行われたRIZIN 女子スーパーアトム級トーナメント出場者決定戦で石岡沙織に判定勝利し、トーナメント出場権を獲得。
2017年10月15日、RIZIN.7で行われたRIZIN女子スーパーアトム級（-49㎏）トーナメントの1回戦でポーランドのアトム級ランキング1位であるシルビア・ユスケビッチと対戦し、3-0の判定勝ち。同年12月31日にRIZIN.9で行われたトーナメントの準決勝・決勝でマリア・オリベイラ、RENAに勝利し、トーナメント優勝。
準決勝のオリベイラ戦ではリフトして叩きつけるなどして優勢に試合を進め、マウントポジションを奪うとパウンドや関節技などを積極的に仕掛け、2Rに腕ひしぎ十字固めで一本勝ち。 決勝のRENA戦では、序盤はタックルを切られるも、タックルを繰り返してテイクダウンを奪うと、バックからのチョークスリーパーで絞め落として一本勝ち。優勝により、SHERDOGおよびFight Matrixの女子アトム級ランキングで世界ランク3位となった。
2018年5月6日、RIZIN.10でメリッサ・カラジャニスと対戦し、3-0の判定勝ち。試合後、リングに上がって来たRENAの再戦要求を一時は保留したものの、RENAが1試合を挟んで勝利したことで受諾した。
2018年7月29日、RIZIN.11でRENAと再戦。得意とするタックルを有効に決めてトップポジションから肘やパウンドを落とし、関節技も狙うなど優位に試合を進めて、3-0の判定勝ち。
2018年12月31日、RIZIN.14のRIZIN女子スーパーアトム級初代王座決定戦で浜崎朱加と対戦し、腕ひしぎ十字固めで一本負け。
2019年3月9日、DEEP JEWELS 23で前澤智とノンタイトル戦で対戦し、フルマークの完勝で判定勝利。
2019年6月2日、RIZIN.16で山本美憂と対戦し、3R判定負け。
2019年8月18日、RIZIN.18でアトム級世界ランク4位のアリーシャ・ザペテラと対戦し、打撃を中心に試合を組み立て、2-1の判定勝ち。
2019年12月29日、BELLATOR JAPANのRIZIN提供試合で、KOTCアトム級王者のジェイミー・ヒンショーと対戦し、3Rにアームロックで一本勝ち。
2020年8月9日、RIZIN.22 - STARTING OVER -で古瀬美月と対戦し、パウンド連打で1RKO勝ち。
2020年12月31日、RIZIN.26であいと対戦し、3R判定勝ち。
2021年3月21日、RIZIN.27で、RIZIN女子スーパーアトム級タイトルマッチで王者・浜崎朱加と約2年3か月ぶりに再戦し、後半追い上げるも、1-2の判定負け。
2021年12月31日、RIZIN.31でDEEP JEWELSアトム級王者の大島沙緒里と対戦し、1-2の判定負け。
2022年4月17日、RIZIN.35でSARAMIと対戦し、3-0の判定勝ち。
2022年7月31日、RIZIN.37のスーパーアトム級ワールドグランプリ1回戦でパク・シウと対戦。劣勢な展開が続き、0-3の判定負けで1回戦敗退となった。
2023年3月27日時点でSHERDOGの女子世界アトム級ランキングで10位にランクされる。
2023年4月29日、RIZIN LANDMARK 5にてV.V Meiと対戦し、3-0の判定勝ち。
2024年7月、超RIZIN.3の会場でRIZIN女子スーパーアトム級王者の伊澤星花との対戦が発表され、この試合をもって現役を引退することを発表した。その後の会見では、前年4月のV.V Mei戦の前から燃え尽き症候群のような状態になっていたことを明かした。また引退試合の相手に伊澤を指名したのも自分の要望であることを明かした。2024年9月29日に開催されたRIZIN.48で伊澤を相手に引退試合を行い、0-3の判定負け。試合後の引退セレモニーでは、以下のようにスピーチした。

### 引退後
2025年6月から『RIZIN魂』（テレビ埼玉）のコーナー「RIZIN解体深書」にインタビュアーとして出演。
2025年7月7日にDJ兼音楽プロデューサーの大本憲幸と入籍。

## 戦績

### 総合格闘技
| 総合格闘技 戦績 | 総合格闘技 戦績 | 総合格闘技 戦績 | 総合格闘技 戦績 | 総合格闘技 戦績 | 総合格闘技 戦績 | 総合格闘技 戦績 |
| --------------- | --------------- | --------------- | --------------- | --------------- | --------------- | --------------- |
| 28 試合         | (T)KO           | 一本            | 判定            | その他          | 引き分け        | 無効試合        |
| 20 勝           | 1               | 6               | 13              | 0               | 0               | 0               |
| 8 敗            | 0               | 1               | 7               | 0               | 0               | 0               |

| 勝敗 | 対戦相手                   | 試合結果                        | 大会名 | 開催年月日     |
| ×    | 伊澤星花                   | 5分3R終了 判定0-3               | RIZIN.48 | 2024年9月29日  |
| ○    | V.V Mei                    | 5分3R終了 判定3-0               | RIZIN LANDMARK 5                                                                                             | 2023年4月29日  |
| ×    | パク・シウ                 | 5分3R終了 判定0-3               | RIZIN.37 【RIZIN女子スーパーアトム級ワールドグランプリ1回戦】                                                | 2022年7月31日  |
| ○    | SARAMI                     | 5分3R終了 判定3-0               | RIZIN.35 | 2022年4月17日  |
| ×    | 大島沙緒里                 | 5分3R終了 判定1-2               | RIZIN.31 | 2021年10月24日 |
| ×    | 浜崎朱加                   | 5分3R終了 判定1-2               | RIZIN.27 【RIZIN女子スーパーアトム級タイトルマッチ】                                                         | 2021年3月21日  |
| ○    | あい                       | 5分3R終了 判定3-0               | RIZIN.26 | 2020年12月31日 |
| ○    | 古瀬美月                   | 1R 1:35 TKO（グラウンドパンチ） | RIZIN.22 - STARTING OVER -                                                                                   | 2020年8月9日   |
| ○    | ジェイミー・ヒンショー     | 3R 3:33 キムラロック            | BELLATOR JAPAN                                                                                               | 2019年12月29日 |
| ○    | アリーシャ・ザペテラ       | 5分3R終了 判定2-1               | RIZIN.18 | 2019年8月18日  |
| ×    | 山本美憂                   | 5分3R終了 判定0-3               | RIZIN.16 | 2019年6月2日   |
| ○    | 前澤智                     | 5分3R終了 判定3-0               | DEEP JEWELS 23                                                                                               | 2019年3月9日   |
| ×    | 浜崎朱加                   | 2R 4:34 腕ひしぎ十字固め        | RIZIN.14 【RIZIN女子スーパーアトム級タイトルマッチ】                                                         | 2018年12月31日 |
| ○    | RENA                       | 5分3R終了 判定3-0               | RIZIN.11 | 2018年7月29日  |
| ○    | メリッサ・カラジャニス     | 5分3R終了 判定3-0               | RIZIN.10 | 2018年5月6日   |
| ○    | RENA                       | 1R 4:34 チョークスリーパー      | RIZIN FIGHTING WORLD GRAND-PRIX 2017 Final ROUND 【RIZIN女子スーパーアトム級ワールドグランプリ決勝】         | 2017年12月31日 |
| ○    | マリア・オリベイラ         | 2R 3:40 腕ひしぎ十字固め        | RIZIN FIGHTING WORLD GRAND-PRIX 2017 Final ROUND 【RIZIN女子スーパーアトム級ワールドグランプリ準決勝】       | 2017年12月31日 |
| ○    | シルビア・ユスケビッチ     | 5分3R終了 判定3-0               | RIZIN FIGHTING WORLD GRAND-PRIX 2017 1st ROUND -秋の陣- 【RIZIN女子スーパーアトム級ワールドグランプリ1回戦】 | 2017年10月15日 |
| ○    | 石岡沙織                   | 5分3R終了 判定3-0               | DEEP JEWELS 17                                                                                               | 2017年8月26日  |
| ○    | アレクサンドラ・トンシェバ | 5分3R終了 判定3-0               | RIZIN 2017 in YOKOHAMA -SAKURA-                                                                              | 2017年4月16日  |
| ○    | 下牧瀬菜月                 | 1R 2:29 チョークスリーパー      | DEEP JEWELS 15                                                                                               | 2017年7月25日  |
| ×    | アリーシャ・ガルシア       | 5分3R終了 判定0-3               | RIZIN FIGHTING WORLD GRAND-PRIX 2016 無差別級トーナメント 2nd ROUND                                          | 2016年12月29日 |
| ○    | ホン・ユンハ               | 5分2R終了 判定3-0               | DEEP JEWELS 13                                                                                               | 2016年8月27日  |
| ○    | 檜山美樹子                 | 1R 3:43 チョークスリーパー      | 修斗 | 2016年7月17日  |
| ×    | 朱里                       | 3分3R終了 判定0-3               | PANCRASE 277                                                                                                 | 2016年4月24日  |
| ○    | 玉田育子                   | 3分3R終了 判定3-0               | VTJ 7th | 2015年9月13日  |
| ○    | 古澤みゆき                 | 1R 2:17 チョークスリーパー      | VTJ in OSAKA                                                                                                 | 2015年6月21日  |
| ○    | NACHI                      | 3分3R終了 判定3-0               | VTJ 6th | 2014年10月4日  |

### レスリング
- 2011年3月『クリッパン国際大会38kg級』優勝、4月『ジュニアクイーンズカップ中学生の部 40kg級』準優勝[38]
- 2012年4月『ジュニアクイーンズカップカデット 43kg級』準優勝[38]
- 2013年4月『ジュニアクイーンズカップカデット 46kg級』準優勝、8月全国高校総体3位[38]

（出典、日本レスリング協会公式サイト大会結果）

## 獲得タイトル
- RIZIN FIGHTING WORLD GRAND-PRIX 2017 女子スーパーアトム級トーナメント 優勝（2017年）

### 補足映像
1. ↑  『【番組】RIZIN CONFESSIONS #4（※番組内で試合映像。浅倉カンナとRENAによる試合振り返りドキュメンタリー番組）』RIZIN公式YouTubeチャンネル、2017年。
2. ↑  『【番組】RIZIN CONFESSIONS #30（※番組内で試合映像。浜崎朱加と浅倉カンナによる試合振り返りドキュメンタリー番組）』RIZIN公式YouTubeチャンネル、2018年。
3. ↑  『【番組】RIZIN CONFESSIONS #39（※番組内で試合映像。浅倉カンナと山本美憂による試合振り返りドキュメンタリー番組）』RIZIN公式YouTubeチャンネル、2019年。
4. ↑  『【番組】RIZIN CONFESSIONS #68（※番組内で試合映像。浜崎朱加と浅倉カンナによる試合振り返りドキュメンタリー番組）』RIZIN公式YouTubeチャンネル、2021年。
5. ↑  『【番組】RIZIN CONFESSIONS #84（※番組内で試合映像。浅倉カンナと大島沙緒里による試合振り返りドキュメンタリー番組）』RIZIN公式YouTubeチャンネル、2021年。
6. ↑  『【番組】RIZIN CONFESSIONS #99（※番組内で試合映像。浅倉カンナとSARAMIによる試合振り返りドキュメンタリー番組）』RIZIN公式YouTubeチャンネル、2022年。
7. ↑  『【番組】RIZIN CONFESSIONS #103（※番組内で試合映像。浅倉カンナとパク・シウによる試合振り返りドキュメンタリー番組）』RIZIN公式YouTubeチャンネル、2022年。
8. ↑  『【番組】RIZIN CONFESSIONS #164（※番組内で試合映像＆浅倉カンナと伊澤星花による試合振り返りドキュメンタリー番組）』RIZIN公式YouTubeチャンネル、2024年。